# مهرآباد (دماوند)
مهرآباد (دماوند)، روستایی از توابع بخش رودهن شهرستان دماوند در استان تهران است.

## جمعیت
این روستا در دهستان مهرآباد قرار دارد و براساس سرشماری مرکز آمار ایران در سال ۱۳۸۵، جمعیت آن ۱٬۵۹۲ نفر (۴۱۷خانوار) بوده‌است.